# Detector de redes wi-fi
Detectores de redes wi-fi son dispositivos electrónicos que detectan señales de Wi-Fi de forma rápida y fácil.

## Funcionamiento
Son dispositivos electrónicos, que reaccionan en la presencia de señales que oscilen alrededor de la frecuencia 2.4Ghz. Constan de una serie de led, que se iluminan en función al volumen de tráfico o aproximación a la señal. Por sus características, estos dispositivos pueden funcionar con voltajes muy bajos, teniendo un consumo de corriente mínimo.

## Dispositivos
Son muchos ya los dispositivos, que existen de este tipo. Sorprendiendo la variedad de combinaciones creadas.
- Llaveros detectores de wi-fi
- Bolígrafos detectores de wi-fi
- Joyas detectores de wi-fi
- Bandoleras detectores de wi-fi
- Camisetas detectores de wi-fi
- Cazadoras detectores de wi-fi
- Relojes detectores de wi-fi
- Zapatos detectores de wi-fi